# Mount Banahaw
Mount Banahaw (ook wel: Mount Banáhao) is een slapende vulkaan op de grens van de provincies Laguna en Quezon op Luzon in de Filipijnen. De vulkaan wordt door sommigen als een heilige plek gezien en wordt mede daardoor veelvuldig beklommen en bezocht.
Mount Banahaw is een complexe vulkaan met een doorsnede van zo'n 25 km (aan de voet). De keren dat deze vulkaan uitbarstte in 1730, 1743 en 1843 waren explosieve uitbarstingen. Reden voor het Philippine Institute of Volcanology and Seismology om de activiteit van deze vulkaan continu te monitoren vanuit een observatiepost in barangay Ayuti te Lukban.
Het gebied rond de vulkaan is een nationaal park sinds 21 mei 1941 en heet Mount Banahaw-San Cristobal National Park. Het nationaal park is 11.130 ha. groot en huisvest vele soorten dieren en planten.
Enkele voor de Filipijnen endemische zoogdieren die voorkomen op Mount Banahaw zijn de vleermuissoorten Haplonycteris fischeri en Otopteropus cartilagonodus en het Filipijns wrattenzwijn (Sus philippensis). De spitsmuisrat Rhynchomys banahao komt alleen op Mount Banahaw zelf voor; enkele van de vier nog ongeïdentificeerde Apomys-soorten op de berg zijn mogelijk ook endemisch voor Mount Banahaw.